# Plusquamperfekt
Das Plusquamperfekt (aus lateinisch plus quam perfectum (tempus) ‚mehr als vollendet(e Zeit)‘ Abkürzung: PQP), auch vollendete Vergangenheit, Vorvergangenheit, dritte Vergangenheit oder Präteritumperfekt genannt, ist in der Grammatik eine Tempus-Form des Verbs, die einen zeitlich vor einem Referenzpunkt in der Vergangenheit liegenden Vorgang oder Zustand bezeichnet.

## Zeitraum

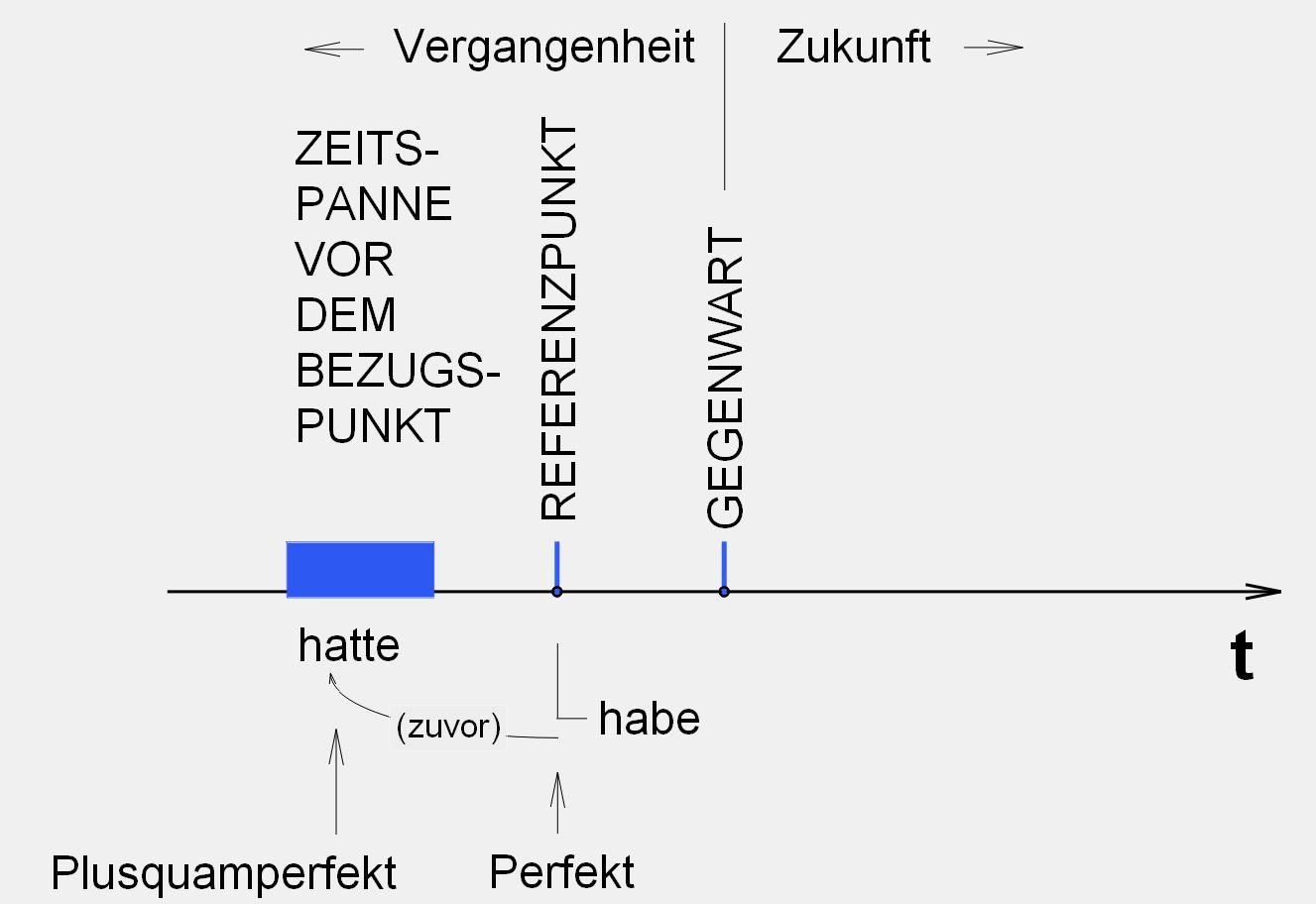
Graphische Darstellung

Das Plusquamperfekt wird für jenen Zeitraum benutzt, der zeitlich vor einem Referenzpunkt in der Vergangenheit liegt, wobei sich der Referenzpunkt aus dem Kontext des Textes bzw. der Erzählung ergibt („Ich machte einmal eine Prüfung“). Um noch weiter in die Vergangenheit zurückzugreifen, wird das Plusquamperfekt verwendet („Ich hatte vorher für die Prüfung gelernt“). Das Plusquamperfekt verhält sich daher zum Präteritum ähnlich wie das Perfekt zum Präsens.
- Nachdem ich mich für die Klausur vorbereitet hatte, war ich nicht mehr nervös. (Erster Teilsatz greift zeitlich vor und steht im Plusquamperfekt, darauf folgt eine Aussage im Präteritum)
- Sie waren sehr böse. Ich hatte wohl etwas falsch gemacht. (Erster Satz Präteritum, zweiter Satz Plusquamperfekt)

Das Plusquamperfekt kommt unter anderem in den indogermanischen Sprachen und den finno-ugrischen Sprachen vor. Es ist im Deutschen die am seltensten benutzte Vergangenheitsform. In einigen regionalen Dialekten (z. B. im Rheinischen und im Berlinischen) wird es oft als normale Erzählzeit (statt Perfekt oder Präteritum) verwendet. Die meisten Dialekte in Süd- und Norddeutschland, Österreich und der Schweiz benutzen dieses Tempus nie oder nur selten. Zumindest in Teilen Österreichs, Süddeutschlands und der Schweiz wird es in der Umgangssprache durch das doppelte Perfekt („wir haben schon (ge)gessen gehabt“) ersetzt.

## Im Deutschen
Die Bildung des Plusquamperfekts ähnelt der des Perfekts. Es wird gebildet durch ein temporales Hilfsverb (sein, haben) und das Partizip Perfekt des Hauptverbs. Im Unterschied zum Perfekt steht das Hilfsverb jedoch im Präteritum (war, hatte).

### Beispiel „spielen“
- Singular
  - ich hatte gespielt
  - du hattest gespielt
  - er/sie/es hatte gespielt
- Plural
  - wir hatten gespielt
  - ihr hattet gespielt
  - sie hatten gespielt

### Beispiel „gehen“
- Singular
  - ich war gegangen
  - du warst gegangen
  - er/sie/es war gegangen
- Plural
  - wir waren gegangen
  - ihr wart gegangen
  - sie waren gegangen

Bei Verben der Ortsveränderung wird es mit war gebildet.

## Im Deutschen imPassiv
Das Plusquamperfekt im Passiv wird mit einer Form von war → werden  gebildet.

### Beispiel „beißen“
- Singular
  - ich war gebissen worden
  - du warst gebissen worden
  - er/sie/es war gebissen worden
- Plural
  - wir waren gebissen worden
  - ihr wart gebissen worden
  - sie waren gebissen worden

### Beispiel „beschimpfen“
- Singular
  - ich war beschimpft worden
  - du warst beschimpft worden
  - er/sie/es war beschimpft worden
- Plural
  - wir waren beschimpft worden
  - ihr wart beschimpft worden
  - sie waren beschimpft worden

## Andere Sprachen
Die meisten indogermanischen Sprachen besitzen eine Zeitstufe, die dem deutschen Plusquamperfekt entspricht. In vielen Sprachen wird diese Zeitform auch – wie im Deutschen – durch Kombination der Präteritum-Form eines Hilfsverbs mit dem Partizip Perfekt gebildet. Die meisten romanischen Sprachen besitzen zwei Vorvergangenheitstempora.
Im Französischen wird das Plus-que-parfait verwendet, um Vorzeitigkeit gegenüber dem Passé composé auszudrücken. Es wird durch das Imparfait von être oder avoir und das participe passé des konjugierten Verbs gebildet, z. B.: J’avais regardé (= Ich hatte angeschaut); Il était arrivé (= Er war angekommen). Die zweite Vorvergangenheit, das passé antérieur, ist eine Vorvergangenheit zum passé simple und wird durch das Hilfsverb im passé simple von être oder avoir in Verbindung mit dem Partizip Perfekt des semantisch relevanten Verbs gebildet.
Auch das Englische kennt eine entsprechende Form: Das Pluperfect Tense (meist Past Perfect genannt) wird durch die Verbindung des Hilfsverbs have mit dem past participle gebildet: Beispiele: I had seen him (= Ich hatte ihn gesehen), He had gone to London (= Er war nach London gefahren).
Das Lateinische unterscheidet sich von den genannten Sprachen dadurch, dass es im Aktiv keine Hilfskonstruktion aus Hilfsverb und Partizip benötigt, um die Vorvergangenheit auszudrücken. Vielmehr besitzt es eigene Verbformen für das Plusquamperfekt Aktiv: viderat bedeutet: „Er/sie/es hatte gesehen“. Diese Formen setzen sich zusammen aus dem Perfektstamm (hier vid-) und den Imperfektformen von esse (sein). Im Passiv allerdings werden Formen des Partizip Perfekt Passiv mit Formen von esse kombiniert: laudatus erat bedeutet: „Er war gelobt worden.“
Das Portugiesische hat neben einem zusammengesetzten Plusquamperfekt (mit dem Imperfekt des Modalverbs ter gebildet) auch eine einfache Plusquamperfekt-Form, die direkt aus dem Lateinischen hervorgegangen ist. Beispiel: (nós) tinhamos cantado und (nós) cantáramos (= Wir hatten gesungen). Die einfache Verbform gilt als archaisch und kommt deshalb in dem in Europa gesprochenen Portugiesisch fast nur noch in der Schriftsprache vor. Auch in Brasilien wird der analytischen Form der Vorrang gegeben.
Das Plusquamperfekt hat im Italienischen zwei Formen: das häufigere trapassato prossimo („nahe Vorvergangenheit“), das mit dem Hilfsverb im Präteritum (imperfetto) und dem Partizip Perfekt gebildet wird (avevamo cantato = Wir hatten gesungen), und trapassato remoto, das aus dem Hilfsverb im passato remoto und dem Partizip Perfekt gebildet wird (avemmo cantato = Wir hatten gesungen) und nur in bestimmten grammatikalischen Kontexten vorkommt.
Im Spanischen wird die Vorvergangenheit (pretérito pluscuamperfecto de indicativo) mit den Imperfektformen des Verbs ‚haber‘ und dem Partizip Perfekt gebildet, z. B. „yo / él/ella había dicho“ (ich / er/sie hatte gesagt) oder „habíamos ido“ (wir waren gegangen). Wie an dem Beispiel zu erkennen, werden im Spanischen – im Gegensatz zum Deutschen – auch die Verben der Bewegung mit dem Imperfekt von ‚haber‘ (haben) und nicht mit ‚sein‘ (estar/ser) gebildet.
Im Altgriechischen ist noch deutlich erkennbar, dass das Plusquamperfekt ursprünglich die Vergangenheitsform des (zeitlosen) Perfekt war. Vor den Perfektstamm tritt als Zeichen für die Vergangenheit wie beim Aorist und Imperfekt das Augment: ἐ-πεπαιδεὐ-κει e-pepaideú-kei bedeutet ‚er hatte erzogen‘, auch das Medium und Passiv werden analog gebildet.